# Romà Forns i Saldaña
Romà Forns i Saldaña (Barcelona, 9 de setembre de 1885 - Barcelona, 26 d'abril de 1942) fou un futbolista i entrenador de futbol català.

## Biografia
Romà Gregori Cipriá Forns i Saldaña fou fill del valencià Rafael Forns i Sales i de la barcelonina Encarnació Saldaña i Ferré.
Després de jugar al RCD Espanyol i d'una temporada jugant a l'Irish FC (el 1902-03), fitxà pel FC Barcelona, club on romangué una dècada del 1903 al 1913. Jugava a la posició de davanter i en el seu palmarès hi figuren 5 campionats de Catalunya i un d'Espanya. Foren companys seus al primer equip homes com Ernest Witty, Francesc Bru, Paulí Alcántara o Jack Greenwell. Forns també passà a la història per ser l'autor del primer gol al camp del carrer Indústria el dia 14 de març de 1909. També jugà un mínim de quatre partits amb la selecció catalana entre 1910 i 1912. Fou un dels integrants de la selecció que s'enfrontà a França el 12 de desembre de 1912.
Fou el primer entrenador català del FC Barcelona. Dirigí el club entre desembre de 1926 i març de 1929. Guanyà el campionat de Catalunya i el d'Espanya. Fou l'entrenador de l'equip que guanyà la primera lliga espanyola del club, la de la temporada 1928-29, malgrat no acabà la temporada, ja que dimití del seu càrrec coincidint amb el fins aleshores president Arcadi Balaguer. La nova directiva nomenà James Bellamy nou entrenador, i Forns fou nomenat entrenador ajudant.
Forns també fou directiu del club.
Forns va morir l'abril de 1942 després d'una llarga malaltia.

## Palmarès
Jugador
- Campionat d'Espanya: 1
  - 1910
- Campionat de Catalunya: 5
  - 1904-05, 1908-09, 1909-10, 1910-11, 1912-13
- Campionat dels Pirineus: 4
  - 1910, 1911, 1912, 1913

Entrenador
- Campionat de Catalunya: 1
  - 1927-28
- Campionat d'Espanya: 1
  - 1927-28
- Lliga espanyola: 1
  - 1928-29